# ВОПРА

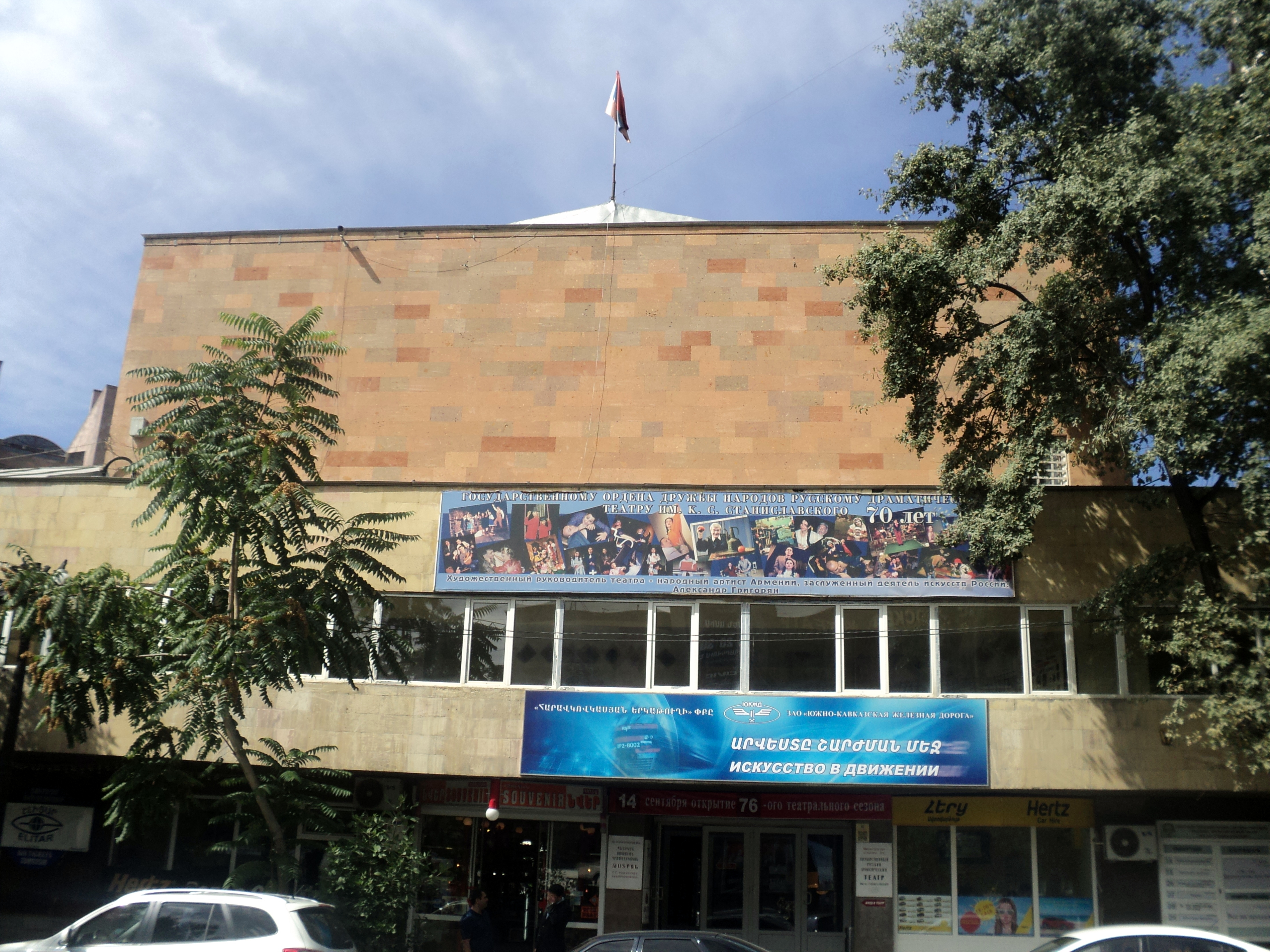
Клуб строителей в Ереване (1929, архитекторы М. Мазманян, К. Алабян, Г. Кочар), ныне — Ереванский русский драматический театр имени Константина Станиславского

ВОПРА (Всероссийское общество (Всесоюзное объединение) пролетарских архитекторов) — основанная в 1929 году организация советских архитекторов, декларировавшая создание классовой пролетарской архитектуры. Была идейно близка к Российской ассоциации пролетарских писателей (РАПП) и Пролеткульту. В 1932 году ВОПРА вошло в состав Союза советских архитекторов.
Члеными-учредителями ВОПРА, подписавшими в августе 1929 года в Москве декларацию о её создания, были К. Алабян, В. Бабенков, В. Бабуров, А. Власов, Ф. Дерябин, Н. Заплетин, А. Заславский, А. Зильберт, К. Иванов, Г. Козленков, Г. Кочар, М. Крестин, М. Крюков, М. Куповский, М. Мазманян, И. Маца, А. Михайлов, А. Мордвинов, Н. Поляков, Ф. Терёхин, В. Симбирцев, Г. Солодовник и А. Файфель. В правления организации входило семь человек: И. Маца (председатель), А. Заславский (заместитель председателя), В. Бабуров (секретарь), Г. Козленков, А. Мордвинов, В. Симбирцев, Ф. Дерябин (члены правления). К началу 1930 года численность ВОПРА в Москве насчитывала 49 человек. Кроме этого отделения общества были созданы в Ленинграде (35 чел.), в Томске, на Украине (45 чел.), в Грузии (20 чел.) и Армении (18 чел.).
Члены ВОПРА декларировали создание новой пролетарской архитектуры на основе механизации, стандартизации и достижений строительной техники, призванной обслуживать и новый коллективный быт и потребности пролетариата. Деятельность других организаций архитекторов — МАО, АСНОВА и ОСА — была причислена в декларации ВОПРА к буржуазному искусству; в ответ члены АСНОВА обвиняли вопровцев в эклектицизме, конструктивисты — в идеализме. ВОПРА известно острой критикой некоторых образцов советской архитектуры конца 1920-х — начала 1930-х годов, в частности собственного дома и других построек архитектора К. С. Мельникова.
В 1929—1931 годах бригады и отдельные члены ВОПРА участвовали в многочисленных архитектурных конкурсах, выполняли различные проекты, в том числе оформление площади Крестьянская Застава в Москве (Н. Круглов, Б. Штивель, Э. Розеньацм), планировка Чарджуя (О. Бальян, В. Бабуров, А. Заславский, И. Кычаков, А. Файфель, А. Швецов), проект ЦПКиО в Москве (П. Гольденберг, В. Долганов), цирк-театр (Б. Штивель), Большой синтетический театр в Свердловске (Н. Круглов, А. Машинский) и другие.
В июне 1930 года ВОПРА передало дела Московскому областному отделению Всесоюзного архитектурно-научного общества (МОВАНО), однако вплоть до 1932 года сохраняло свою самостоятельность. Окончательно ликвидировано в связи с созданием Союза советских архитекторов.